# Дак-Кі (Флорида)
Дак-Кі (англ. Duck Key) — переписна місцевість (CDP) в США, в окрузі Монро штату Флорида. Населення — 727 осіб (2020).

## Географія
Дак-Кі розташований за координатами 24°46′25″ пн. ш. 80°54′39″ зх. д. / 24.77361° пн. ш. 80.91083° зх. д. (24.773493, -80.910723).  За даними Бюро перепису населення США в 2010 році переписна місцевість мала площу 1,64 км², з яких 1,55 км² — суходіл та 0,09 км² — водойми.

### Клімат
Місто знаходиться у зоні, котра характеризується кліматом тропічних саван. Найтепліший місяць — серпень із середньою температурою 29.1 °C (84.4 °F). Найхолодніший місяць — січень, із середньою температурою 20.3 °С (68.5 °F).
| Клімат Дак-Кі           | Клімат Дак-Кі | Клімат Дак-Кі | Клімат Дак-Кі | Клімат Дак-Кі | Клімат Дак-Кі | Клімат Дак-Кі | Клімат Дак-Кі | Клімат Дак-Кі | Клімат Дак-Кі | Клімат Дак-Кі | Клімат Дак-Кі | Клімат Дак-Кі | Клімат Дак-Кі |
| Показник                | Січ.          | Лют.          | Бер.          | Квіт.         | Трав.         | Черв.         | Лип.          | Серп.         | Вер.          | Жовт.         | Лист.         | Груд.         | Рік           |
| Середній максимум, °C   | 23,3          | 24,5          | 25,8          | 27,4          | 29,1          | 30,9          | 31,5          | 31,9          | 30,9          | 29,1          | 26,3          | 24,5          | 27,9          |
| Середня температура, °C | 20,3          | 21,5          | 22,8          | 24,4          | 26,4          | 28,3          | 28,9          | 29,1          | 28,2          | 26,6          | 23,8          | 21,7          | 25,2          |
| Середній мінімум, °C    | 17,3          | 18,4          | 19,8          | 21,6          | 23,8          | 25,7          | 26,3          | 26,3          | 25,4          | 24,2          | 21,3          | 18,9          | 22,4          |
| Норма опадів, мм        | 53.3          | 58.4          | 71.1          | 30.5          | 66            | 111.8         | 96.5          | 144.8         | 170.2         | 147.3         | 78.7          | 40.6          | 1066.8        |
| Днів з опадами          | 4,9           | 4,5           | 4,2           | 3,3           | 3,7           | 9,8           | 10,3          | 10,3          | 13,4          | 9,2           | 5,3           | 6,4           | 85,3          |
| ----------------------- | ------------- | ------------- | ------------- | ------------- | ------------- | ------------- | ------------- | ------------- | ------------- | ------------- | ------------- | ------------- | ------------- |
| Джерело: Weatherbase    |               |               |               |               |               |               |               |               |               |               |               |               |               |

## Демографія
Згідно з переписом 2010 року, у переписній місцевості мешкала 621 особа в 260 домогосподарствах у складі 153 родин. Густота населення становила 379 осіб/км².  Було 865 помешкань (528/км²).
Расовий склад населення:
| - 83,7 % — білих - 14,7 % — чорних або афроамериканців - 0,2 % — корінних американців - 0,2 % — азіатів |

До двох чи більше рас належало 1,0 %. Частка іспаномовних становила 6,8 % від усіх жителів.
За віковим діапазоном населення розподілялося таким чином: 5,8 % — особи молодші 18 років, 67,8 % — особи у віці 18—64 років, 26,4 % — особи у віці 65 років та старші. Медіана віку мешканця становила 53,3 року. На 100 осіб жіночої статі у переписній місцевості припадало 105,0 чоловіків;  на 100 жінок у віці від 18 років та старших — 106,0 чоловіків також старших 18 років.
Середній дохід на одне домашнє господарство  становив 63 276 доларів США (медіана — 65 500), а середній дохід на одну сім'ю — 75 373 долари (медіана — 76 250). За межею бідності перебувало 38,6 % осіб, у тому числі 100,0 % дітей у віці до 18 років та 15,9 % осіб у віці 65 років та старших.
Цивільне працевлаштоване населення становило 228 осіб. Основні галузі зайнятості: мистецтво, розваги та відпочинок — 28,5 %, освіта, охорона здоров'я та соціальна допомога — 15,8 %, оптова торгівля — 11,4 %, фінанси, страхування та нерухомість — 9,2 %.